# Jermareo Davidson
Jermareo B. Davidson (nacido el 15 de noviembre de 1985 en Atlanta, Georgia) es un exjugador de baloncesto que disputó dos temporadas en la NBA, desarrollando el resto de su carrera en el baloncesto internacional.

## Carrera

### Universidad
Asistió al Instituto Joseph Wheeler, donde ganó con su equipo dos campeonatos estatales consecutivos. Posteriormente completó su periplo universitario en la Universidad de Alabama, donde fue nombrado en el segundo mejor quinteto de la Southeastern Conference en su año sénior y en el primero en su año júnior. En cambio, jugando como sophomore fue incluido en el tercer quinteto y como freshman en el mejor quinteto de rookies. 
En sus dos últimas temporadas, Davidson promedió más de 14 puntos y 8 rebotes en ambas, consiguiendo partidos de 31 puntos (en su año sénior) y 19 rebotes (en su año júnior), todos ellos récords personales. Como sophomore, lideró a los Crimson Tide en rebotes con 7.9 por partido y finalizó segundo en tapones totales (49). Promedió además 7.6 puntos por encuentro, anotando en dobles figuras en siete ocasiones y firmando porcentajes de 57.7% en tiros de campo. En su primer año en la NCAA, sus números fueron decentes; 5 puntos y 4.3 rebotes en 33 partidos, 28 como titular, liderando al equipo en tapones con 46. 

### NBA
Davidson fue seleccionado en la 36.ª posición del Draft de 2007 por Golden State Warriors, siendo inmediatamente traspasado a Charlotte Bobcats junto con Jason Richardson a cambio del rookie Brandan Wright, octava elección de dicho draft. Davidson fue nombrado en el segundo mejor quinteto de las Summer League de la NBA junto con su compañero de equipo Jared Dudley. El 26 de julio de 2007 firmó un contrato de dos años con los Bobcats. El 27 de octubre de 2008 fue cortado por el equipo. Posteriormente fichó por Golden State Warriors.

## Estadísticas

### Temporada regular
| Año     | Equipo       | PJ | PT | MPP | %TC  | %3P  | %TL  | RPP | APP | ROB | TPP | PPP |
| ------- | ------------ | -- | -- | --- | ---- | ---- | ---- | --- | --- | --- | --- | --- |
| 2007–08 | Charlotte    | 38 | 2  | 8.5 | .408 | .000 | .643 | 1.6 | .3  | .2  | .4  | 3.2 |
| 2008–09 | Golden State | 14 | 0  | 7.9 | .486 | .000 | .471 | 2.4 | .1  | .1  | .2  | 3.0 |
| Total   |              | 52 | 2  | 8.3 | .425 | .000 | .578 | 1.8 | .3  | .2  | .3  | 3.1 |